# Giorgi Curcumija
Giorgi Curcumija (* 29. října 1980) je bývalý sovětský a gruzínský zápasník – klasik, stříbrný olympijský medailista z roku 2004, který od roku 1993 reprezentoval Kazachstán.

## Sportovní kariéra
Zápasu řecko-římskému se věnoval od svých 15 let v Zugdidi. V mládí prošel juniorskými výběry Gruzie. Tehdejší trend snižování počtu váhových kategoriích ho přiměl v roce 2002 startovat pod vlajkou Kazachstánu, kam ho gruzínská zápasnická federace za úplatu pustila. V roce 2004 se kvalifikoval na olympijské hry v Athénách. Vyrovnanou čtyřčlennou základní skupinu vyhrál o jeden klasifikační bod před Řekem Xenofonem Kuciubasem. Ve čtvrtfinále porazil v prodloužení obhájce zlaté olympijské medaile Američana Rulona Gardnera a postoupil do finále proti Chasanu Barojevovi z Ruska. První polovinu finálového zápasu vyhrál 2:0 na body, ale minutu před koncem druhé půle chyboval nechal se povalit na žíněnku a prohrál 2:4 na body. Získal stříbrnou olympijskou medaili, na kterou v dalších letech nenavázal. V roce 2008 se na olympijské hry v Pekingu nekvalifikoval a ukončil sportovní kariéru. Žije v Astaně, kde předává zkušenosti mladým zápasníkům.

## Výsledky
| Olympijské hry     | —  |   |     |    | —  |    |     |    | 2. |    |     |     | —  |  |  |  |  |  |  |  |  |  |
| Mistrovství světa  |    | — | —   | —  |    | 5. | úč. | 3. |    | 5. | úč. | úč. |    |  |  |  |  |  |  |  |  |  |
| Mistrovství Evropy | —  | — | —   | —  | —  | —  |     |    |    |    |     |     |    |  |  |  |  |  |  |  |  |  |
| Asijské hry        |    |   |     |    |    |    | 1.  |    |    |    | —   |     |    |  |  |  |  |  |  |  |  |  |
| Mistrovství Asie   |    |   |     |    |    |    |     | 1. | 1. | 1. | 1.  | —   | 2. |  |  |  |  |  |  |  |  |  |
| MS juniorů         |    |   | úč. | 4. | 1. |    |     |    |    |    |     |     |    |  |  |  |  |  |  |  |  |  |
| ME juniorů         | —  | — | úč. | 3. | 1. |    |     |    |    |    |     |     |    |  |  |  |  |  |  |  |  |  |
| MS dorostenců      | 5. |   |     |    |    |    |     |    |    |    |     |     |    |  |  |  |  |  |  |  |  |  |